# Macrobrachium adscitum
Macrobrachium adscitum är en kräftdjursart som beskrevs av Riek 1951. Macrobrachium adscitum ingår i släktet Macrobrachium och familjen Palaemonidae. Utöver nominatformen finns också underarten M. a. adscitum.